# Juliette Wytsman
Juliette Wytsman   (Brussel·les, 14 de juliol de 1866 - Ixelles, 8 de març de 1925) va ser una pintora impressionista i gravadora belga, casada amb el pintor Rodolphe Wytsman. Les seves pintures estan en les col·leccions de diversos museus de Bèlgica.

## Biografia

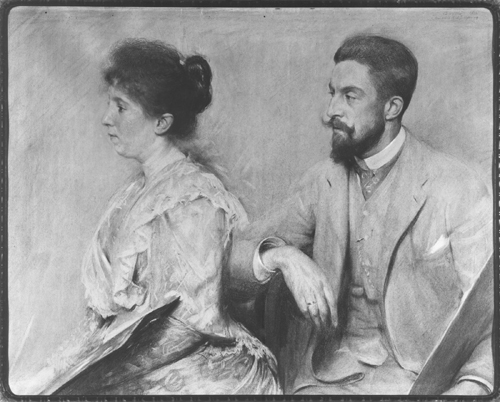
Lucien Wollès, Juliette i Rodolphe Wytsman, 1897.

Wytsman va néixer com Juliette Trullemans el 14 de juliol de 1866 a Brussel·les. Primerament va estudiar amb Henri Hendrickx al Bischoffsheim Institut de Brussel·les. Més tard va treballar en el taller de Jean Capeinick a Gant, on es va especialitzar en la pintura de flors.
A l'estudi de Capeinick va conèixer el pintor Rodolphe Wytsman. Era un dels membres fundadors de Les XX i la va introduir en aquest cercle d'artistes d'avantguarda. Es van casar l'any 1886 i el 1892 el matrimoni es va traslladar a Linkebeek, prop de Brussel·les. Durant la Primera Guerra Mundial van fugir de Bèlgica i van viure a Rotterdam (Països Baixos).
Va ser professora de Maria de Hohenzollern-Sigmaringen, comtessa de Flandes i cunyada del rei de Bèlgica.
Wytsman va morir el 8 de març de 1925 a l'edat de 58, a Ixelles (Bèlgica).

## Pintura
Wytsman era una pintora impressionista de paisatges i jardins, tot i que també es va distingir pels seus aiguaforts. Malgrat la seva formació inicial en la iconografia botànica, es va anar decantant cap al paisatge i la pintura a plein-air, per influència del seu marit.
Va obtenir medalles de primera i segona classe en exposicions de París, Lieja, Brussel·les i Múnic, entre d'altres.
El 1893 va exhibir dues obres, Marguerites i Peonies, al Palau de Belles Arts, en el marc del World's Columbian Exposition de Chicago i va participar en la tretzena edició de l'Exposició de Bordeus, amb l'obra Les pavots rouges.
Les seves obres i les del seu marit, com a delegat especial del govern belga, també es van exhibir a Barcelona, l'any 1907, en el marc de la V Exposició Internacional de Belles Arts i Indústries Artístiques, organitzada per la Junta de Museus al Palau de Belles Arts, on va presentar les obres A l'octubre i Eupatorios, així com el 1921, formant part de la Exposition d'oeuvres d'artistes belges que es va fer en el mateix palau.
El Reial Museu de Belles Arts d'Anvers, els Reials Museus de Belles Arts de Bèlgica (Brussel·les) i el Museu de Belles Arts de Gant conserven pintures de Wytsman en les seves col·leccions.

## Galeria d'imatges
- XIIIe Exposition de Bourdeaux, 1895.

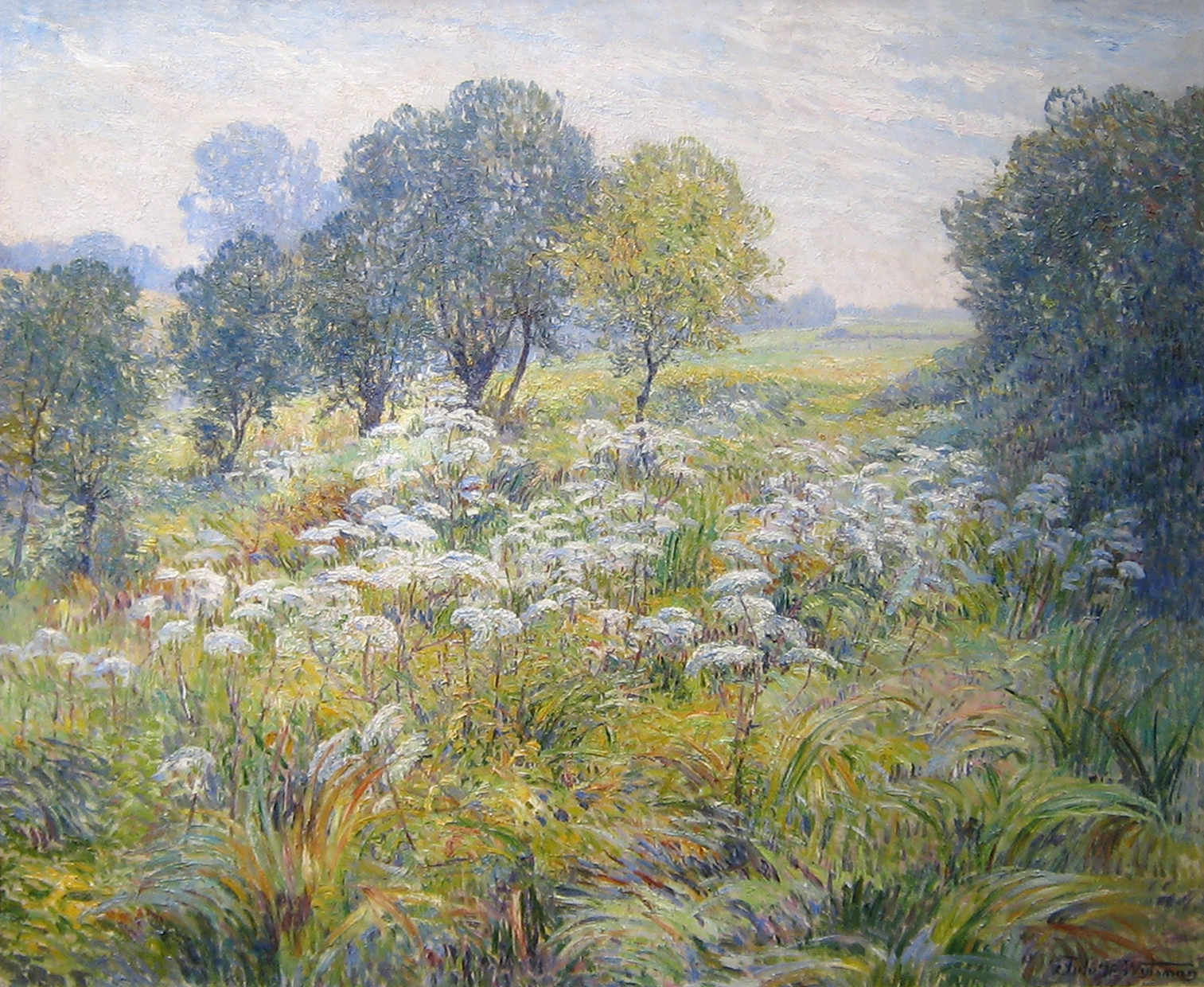
Spirea, s.d. Musée d'Ixelles
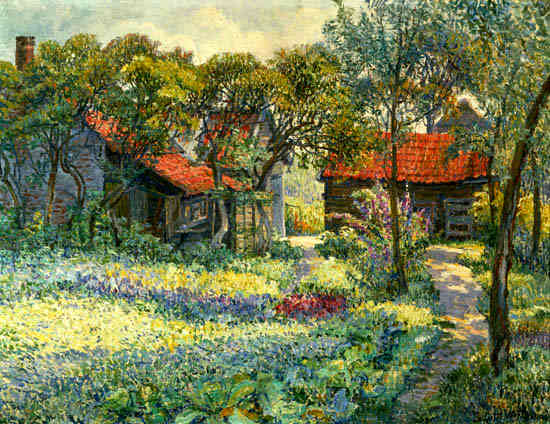
De Geméisgaart (L'hort).
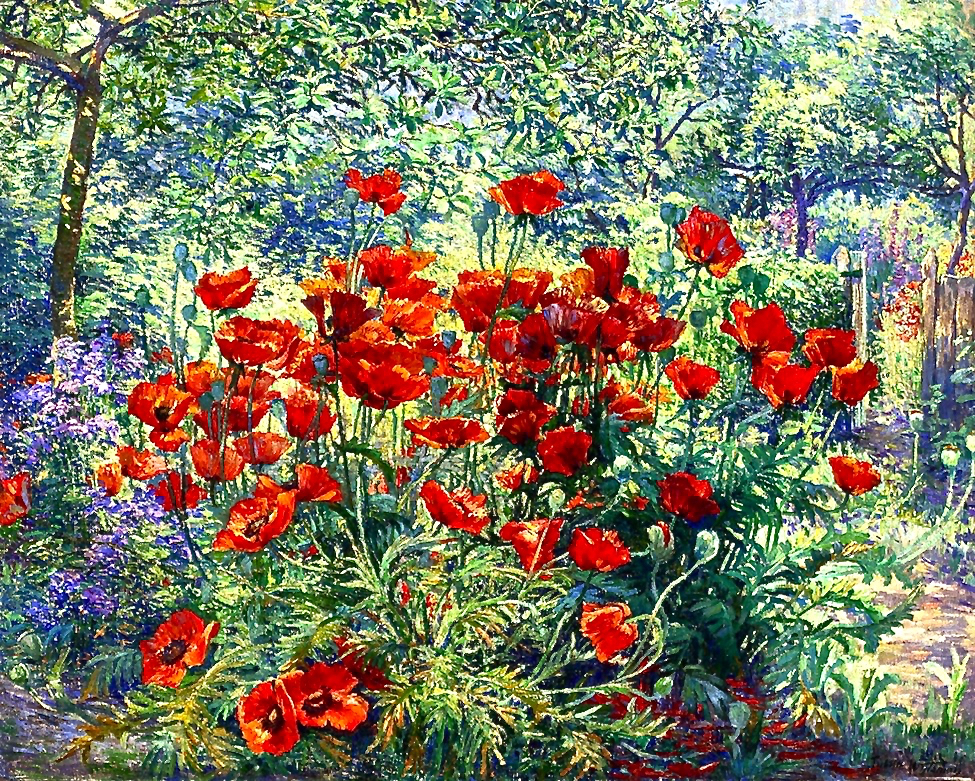
Le jardin fleuri (Jardí de flors), entre 1890 i 1905.
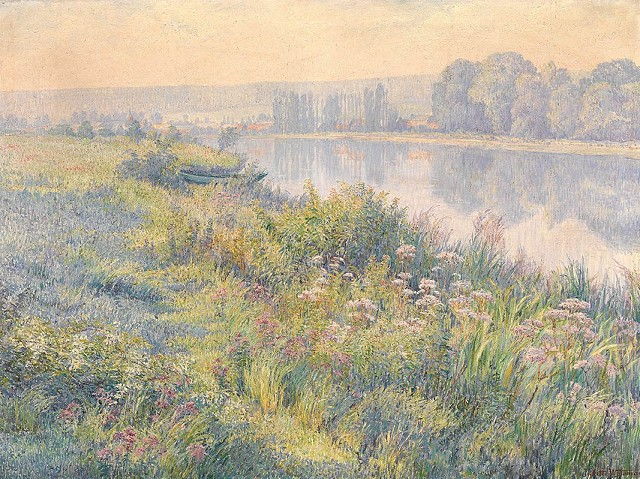
Estiu a Maas, cap a 1911.